# Saint-Thibéry
Saint-Thibéry é uma comuna francesa na região administrativa de Occitânia, no departamento de Hérault. Estende-se por uma área de 18,47 km². Em 2010 a comuna tinha 2 775 habitantes (densidade: 150,2 hab./km²).